# Sulzano
Sulzano là một đô thị thuộc tỉnh Brescia trong vùng Lombardia ở Ý. Đô thị này có diện tích km², dân số người.
Đô thị này có các làng sau: Tassano, Martignago.
Đô thị này giáp với các đô thị sau: Iseo (Italie), Monte Isola, Polaveno, Sale Marasino.